# Lijst van afleveringen van Boston Legal
Dit is een lijst met afleveringen van de Amerikaanse televisieserie Boston Legal. De serie telt 5 seizoenen. Een overzicht van alle afleveringen is hieronder te vinden.

## Seizoen 1
| Nr. | Titel aflevering                  | Uitzenddatum VS  |
| --- | --------------------------------- | ---------------- |
| 1   | Head Cases                        | 3 oktober 2004   |
| 2   | Still Crazy After All These Years | 10 oktober 2004  |
| 3   | Catch and Release                 | 17 oktober 2004  |
| 4   | Change of Course                  | 24 oktober 2004  |
| 5   | An Eye for an Eye                 | 31 oktober 2004  |
| 6   | Truth Be Told                     | 7 november 2004  |
| 7   | Questionable Characters           | 21 november 2004 |
| 8   | Loose Lips                        | 28 november 2004 |
| 9   | A Greater Good                    | 12 december 2004 |
| 10  | Hired Guns                        | 19 december 2004 |
| 11  | Schmidt Happens                   | 9 januari 2005   |
| 12  | From Whence We Came               | 16 januari 2005  |
| 13  | It Girls and Beyond               | 23 januari 2005  |
| 14  | 'Til We Meat Again                | 13 februari 2005 |
| 15  | Tortured Souls                    | 20 februari 2005 |
| 16  | Let Sales Ring                    | 13 maart 2005    |
| 17  | Death Be Not Proud                | 20 maart 2005    |

## Seizoen 2
| Nr. | Titel aflevering            | Uitzenddatum VS   |
| --- | --------------------------- | ----------------- |
| 1   | The Black Widow             | 27 september 2005 |
| 2   | Schadenfreude               | 4 oktober 2005    |
| 3   | 11 oktober 2005             |                   |
| 4   | A Whiff and a Prayer        | 18 oktober 2005   |
| 5   | Men to Boys                 | 25 oktober 2005   |
| 6   | Witches of Mass Destruction | 1 november 2005   |
| 7   | Truly, Madly, Deeply        | 8 november 2005   |
| 8   | Ass Fat Jungle              | 15 november 2005  |
| 9   | Gone                        | 6 december 2005   |
| 10  | Legal Deficits              | 13 december 2005  |
| 11  | The Cancer Man Can          | 10 januari 2006   |
| 12  | Helping Hands               | 17 januari 2006   |
| 13  | Too Much Information        | 24 januari 2006   |
| 14  | Breast in Show              | 7 februari 2006   |
| 15  | Smile                       | 14 februari 2006  |
| 16  | Live Big                    | 21 februari 2006  |
| 17  | ...There's Fire!            | 28 februari 2006  |
| 18  | Shock and Oww!              | 7 maart 2006      |
| 19  | Stick It                    | 14 maart 2006     |
| 20  | Chitty Chitty Bang Bang     | 21 maart 2006     |
| 21  | Word Salad Days             | 28 maart 2006     |
| 22  | Ivan the Incorrigible       | 18 april 2006     |
| 23  | Race Ipsa                   | 25 april 2006     |
| 24  | Deep End of the Poole       | 2 mei 2006        |
| 25  | Squid Pro Quo               | 9 mei 2006        |
| 26  | Spring Fever                | 16 mei 2006       |
| 27  | BL: Los Angeles             | 16 mei 2006       |

## Seizoen 3
| Nr. | Titel aflevering            | Uitzenddatum VS   |
| --- | --------------------------- | ----------------- |
| 1   | Can't We All Get a Lung?    | 19 september 2006 |
| 2   | New Kids on the Block       | 26 september 2006 |
| 3   | Desperately Seeking Shirley | 3 oktober 2006    |
| 4   | Fine Young Cannibal         | 10 oktober 2006   |
| 5   | Whose God Is It Anyway?     | 17 oktober 2006   |
| 6   | The Verdict                 | 24 oktober 2006   |
| 7   | Trick or Treat              | 31 oktober 2006   |
| 8   | Lincoln: Part 1             | 26 november 2006  |
| 9   | On the Ledge: Part 2        | 28 november 2006  |
| 10  | The Nutcrackers             | 5 december 2006   |
| 11  | Angel of Death              | 9 januari 2007    |
| 12  | Nuts                        | 16 januari 2007   |
| 13  | Dumping Bella               | 6 februari 2007   |
| 14  | Selling Sickness            | 7 februari 2007   |
| 15  | Fat Burner                  | 13 februari 2007  |
| 16  | The Good Lawyer             | 20 februari 2007  |
| 17  | The Bride Wore Blood        | 20 maart 2007     |
| 18  | Son of the Defender         | 3 april 2007      |
| 19  | Brotherly Love              | 10 april 2007     |
| 20  | Guise N' Dolls              | 24 april 2007     |
| 21  | Tea and Sympathy            | 1 mei 2007        |
| 22  | Guantanomo By the Bay       | 8 mei 2007        |
| 23  | Duck and Cover              | 15 mei 2007       |
| 24  | Trial of the Century        | 29 mei 2007       |

## Seizoen 4
| Nr. | Titel aflevering           | Uitzenddatum VS   |
| --- | -------------------------- | ----------------- |
| 1   | Beauty and the Beast       | 25 september 2007 |
| 2   | The Innocent Man           | 2 oktober 2007    |
| 3   | The Chicken and the Leg    | 9 oktober 2007    |
| 4   | Do Tell                    | 16 oktober 2007   |
| 5   | Hope and Glory             | 30 oktober 2007   |
| 6   | The Object of my Affection | 6 november 2007   |
| 7   | Attack of the Xenophobes   | 13 november 2007  |
| 8   | Oral Contracts             | 4 december 2007   |
| 9   | No Brains Left Behind      | 11 december 2007  |
| 10  | Green Christmas            | 18 december 2007  |
| 11  | Mad About You              | 15 januari 2008   |
| 12  | Roe v Wade, The Musical    | 22 januari 2008   |
| 13  | Glow in the Dark           | 12 februari 2008  |
| 14  | Rescue Me                  | 19 februari 2008  |
| 15  | Tabloid Nation             | 8 april 2008      |
| 16  | The Mighty Rogues          | 15 april 2008     |
| 17  | The Court Supreme          | 22 april 2008     |
| 18  | Indecent Proposals         | 30 april 2008     |
| 19  | The Gods Must be Crazy     | 14 mei 2008       |
| 20  | Patriot Acts               | 21 mei 2008       |

## Seizoen 5
| Nr. | Titel aflevering          | Uitzenddatum VS   |
| --- | ------------------------- | ----------------- |
| 1   | Smoke Signals             | 22 september 2008 |
| 2   | Guardians and Gamekeepers | 29 september 2008 |
| 3   | Dances with Wolves        | 6 oktober 2008    |
| 4   | True Love                 | 13 oktober 2008   |
| 5   | The Bad Seed              | 20 oktober 2008   |
| 6   | Happy Trails              | 27 oktober 2008   |
| 7   | Mad Cows                  | 3 november 2008   |
| 8   | Roe                       | 10 november 2008  |
| 9   | Kill Baby, Kill           | 17 november 2008  |
| 10  | Thanksgiving              | 24 november 2008  |
| 11  | Juiced                    | 1 december 2008   |
| 12  | Made in China             | 8 december 2008   |
| 13  | Last Call                 | 8 december 2008   |